# الشقيف

الشقيف ،هو عبارة عن جرف صخري شاهق ذو علو يزيد عن مئة متر, يقع إلى الجنوب الغربي لقرية كفرشوبا الجنوبية اللبنانية.
تعشعش فيه خلايا النحل البرية ويمكن رؤيته بوضوح من قرى حلتا والماري اللبنانيتين.